# Modelo de Babcock
O Modelo de Babcock descreve um mecanismo que pode explicar os padrões magnéticos e de manchas observadas no Sol.

## História
O entendimento moderno das manchas solares se inicia com George Ellery Hale, que relacionou campos magnéticos com as manchas. Hale sugeriu que o ciclo das manchas solares é de 22 anos, cobrindo duas reversões polares do campo magnético dipolar do Sol.
Horace Welcome Babcock propôs em 1961 um modelo qualitativo para a dinâmica solar. Numa grande escala, o Sol suporta um campo magnético oscilatório, com uma periodicidade quase constante de 22 anos. Esta oscilação é conhecida como ciclo de dínamo Babcock-Leighton, totalizando a troca de energia oscilatória entre os ingredientes toroidal e poloidal do campo magnético solar.

## Ciclo do dínamo Babcock-Leighton
Um ciclo de meio dínamo corresponde a um único ciclo solar de manchas solares. No máximo solar, o campo magnético dipolar poloidal externo está próximo da intensidade mínima do seu ciclo de dínamo, mas um campo quadripolar toroidal interno, gerado pela rotação diferencial, está próximo da sua intensidade máxima. Neste ponto do ciclo de dínamo, fluxos ascendentes na zona de convecção forçam a emergência de um campo magnético toroidal através da fotosfera, criando áreas de campo magnético concentrado, correspondentes às manchas solares.
Durante a fase de declínio do ciclo solar, a energia se desloca do campo magnético toroidal interno para o campo poloidal externo, e as manchas diminuem em quantidade. No mínimo solar, o campo toroidal tem, correspondentemente, intensidade mínima, as manchas solares são poucas em número e o campo poloidal tem intensidade máxima. Com a ascensão do ciclo seguinte de 11 anos, a energia magnética se desloca de volta do campo poloidal para o toroidal, mas com polaridade oposta à do ciclo anterior. O processo prossegue continuamente e, em um cenário idealizado, simplificado, cada ciclo de manchas solares de 11 anos corresponde a uma mudança em grande escala na polaridade global do campo magnético do Sol .